# 지미니 크리켓

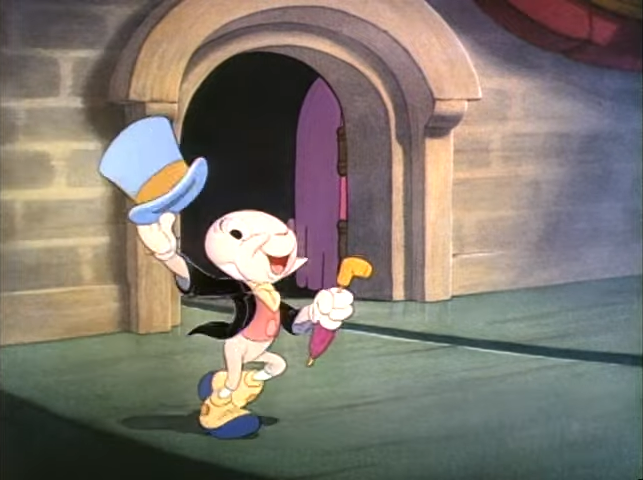
디즈니 애니메이션 피노키오에 등장한 지미니 크리켓

지미니 크리켓(Jiminy Cricket)은 디즈니의 만화 영화 피노키오에 등장하는 캐릭터로, 피노키오의 멘토가 되는 귀뚜라미이다. TV시리즈 원스 어폰 어 타임에서는 제페토의 부모를 나무로 변하게 한 죄책감에 제페토의 인생을 이끌어주는 인물로 등장한다.